# Gynodiastylis similis
Gynodiastylis similis is een zeekommasoort uit de familie van de Gynodiastylidae. De wetenschappelijke naam van de soort is voor het eerst geldig gepubliceerd in 1914 door Zimmer.